# Whittlesea (Südafrika)
Whittlesea (früher: Bulhoek oder Bullhoek) ist ein Ort in der südafrikanischen Provinz Ostkap. Er gehört zur Gemeinde Enoch Mgijima im Distrikt Chris Hani. 2011 hatte er 14.756 Einwohner. Er liegt auf einer Höhe von 1094 Metern über dem Meeresspiegel und ist rund 30 Kilometer südlich von Queenstown gelegen.
Der Ort war 1921 Schauplatz des Massakers von Bulhoek mit 169 Toten, Anhänger des Propheten Enoch Josiah Mgijima und seiner aus dem Missionschristentum hervorgegangenen Israelitischen Bewegung (The Israelites).